# Hjalmar Widegren
Hjalmar Abraham Teofil Widegren, född den 9 februari 1838 i Vreta klosters socken, Östergötland, död den 16 mars 1878 i Stockholm, var en svensk iktyolog och fiskeritjänsteman.
Widegren blev 1855 student vid Uppsala universitet samt 1863 filosofie doktor och docent i zoologi där. Redan under sin studietid fick Widegren av Lantbruksakademien i uppdrag att utföra undersökningar av landets fiskfauna och fiskerier. För sådant ändamål gjorde han 1859–1863 resor såväl i Norrbottens lappmarker som för undersökning av Jämtlands och mellersta Sveriges stora insjöar och Östersjön. Widegren ägnade därvid särskilt sin uppmärksamhet åt lax- och sikarterna samt utgav därom Bidrag till kännedomen om Sveriges salmonider (1863) och Nya bidrag (1864) angående samma ämne. Förutom nämnda vetenskapliga arbeten utgav Widegren flera uppsatser och berättelser rörande Sveriges fiskerier i Landbruksakademiens Handlingar och Tidskrift samt mindre skrifter rörande fiskerilagstiftning, fiskberedning med mera. År 1864 blev Widegren fiskeriintendent. Han ägnade sig med mycket nit åt de med denna tjänst förenade praktiska bestyr och inlade betydande förtjänster om fiskerilagstiftningen och fìskeriadministrationens ordnande. I betraktande såväl av formerna för sådan lagstiftning i Sverige som även av därvidlag lätt uppstående konflikter mellan allmänt gagn och, ej sällan missförstådda, enskilda intressen är det lättförklarligt, att hans åtgärder inte alltid mötte odelat bifall, utan ofta nog motstånd och klander.